# Bengt Gustaf Geijer (1724–1817)
Bengt Gustaf Geijer, född 1 april 1724 på Risberg i Norra Råda socken, död 23 mars 1817 på Ribbingsfors i Amnehärads socken, var en svensk brukspatron.

## Biografi
Bengt Gustaf Geijer var son till Bengt Gustaf Geijer av släkten Geijer. Han inskrevs vid Uppsala universitet 1744, blev auskultant i Svea hovrätt 1745 och i Bergskollegium 1749 och erhöll samtidigt bergsråds titel. Då den äldre brodern Emanuel af Geijerstam 1767 lämnade ledningen för Uddeholm och brodern Christoffer Gustaf Geijer som efterträdde honom avled redan 1768 kom Bengt Gustaf att bli disponent för bruket. Han hade 1759 köpt Ribbingsfors. Under hans första tid som disponent drabbades bruket av deflationskrisen 1767-1768 och missväxtåren 1772-1773 men kunde sedan återhämta sig under den följande högkonjunkturen från 1780-talet och genom inköp av Föskefors hammare 1796-1801. Hyttan i Traneberg ersattes 1810 av den nyuppförda Ulleshyttan och 1778 byggdes ett manufakturverk vid Stjärn. Han fortsatte även att köpa upp gruvor i Taberg och vid slutet av 1700-talet var Uddeholm ensamma ägare till alla större gruvor där.
Under Bengt Gustaf Geijers tid som disponent för bruket drabbades bruket av en långvarig konflikt sedan en systerson till Bengt Gustaf, Lars Bratt önskade bli utlöst från sin andel och kom med stora fordringar på ersättning. Han sådle senare andelen till Reinholmd Antonsson som fortsatte och förvärrade konflikten, vilket 1788 ledde till en ändring i bolagsbestämmelserna som gjorde att ingen delägare fick sälja, byta eller pantsätta någon andel i bruket till någon som inte var delägare. Bengt Gustaf Geijer kvarstod som disponent för bolaget fram till 1804
I samband med Gustav III:s besök i Karlstad 1772 blev Bengt Gustaf Geijer riddare av Vasaorden.